# Heringerburg
Die Ruine der Heringerburg befindet sich in der Gemeinde Waldbillig nahe dem Ort Müllerthal in Luxemburg. Sie steht etwas nördlich außerhalb des Ortskerns auf einem Felsvorsprung.

## Beschreibung
Die Burg wurde erstmals 1393 urkundlich als „Sloss Heryngen“ erwähnt. Die Burgruine ist heute ein beliebtes Ziel für Wanderer.